# Miri (Star Trek)
Miri is de achtste aflevering van het eerste seizoen van de oorspronkelijke serie van Star Trek. Deze aflevering werd voor het eerst uitgezonden op 27 oktober 1966 op de Amerikaanse televisiezender NBC.

## Synopsis
De USS Enterprise beantwoordt een noodoproep van een onbekende planeet. De planeet blijkt een bijna exacte kopie te zijn van de Aarde in de stijl van de jaren zestig, die bevolkt wordt door uitsluitend kinderen. Zij zijn de enige overlevenden van een dodelijke plaag. Het landingsteam van de Enterprise ontdekt dat de plaag een bijwerking is van een levensverlengend experiment: wie de pubertijd bereikt, krijgt de ziekte en sterft na zeven dagen van gewelddadige waanzin. De kinderen zijn in werkelijkheid meer dan 300 jaar oud en worden elke eeuw een maand ouder, maar vertonen de mentale en emotionele rijpheid van hun biologische leeftijd in plaats van hun werkelijke leeftijd.
Het landingsteam, met uitzondering van Spock, raakt ook besmet en dokter McCoy moet snel een remedie vinden. In een verlaten gebouw ondekt het landingsteam het tienermeisje Miri, die van hen was weggevlucht omdat de kinderen op de planeet aangevallen werden door volwassenen voordat ze uitstierven. Kirk overtuigt Miri om hem naar de andere kinderen te brengen, maar omdat ze volwassenen wantrouwen vluchten ze weg en stelen ze de communicatoren van het landingsteam.
Dokter McCoy ontdekt een mogelijk vaccin tegen de ziekte, maar zonde zijn communicator heeft hij geen toegang meer tot de computers van de Enterprise om de juiste dosis van het vaccin te bepalen. Kirk vertelt Miri dat ze allemaal zullen sterven als ze hem niet helpen. Wanneer Miri beseft dat ze zelf besmet is, brengt ze Kirk naar de andere kinderen, maar op aandringen van hun leider Jahn vallen de kinderen Kirk aan. Een gewonde Kirk smeekt hen om aan de jongste kinderen te denken, die hulpeloos zullen zijn als de oudere dood zijn. Hij wijst erop dat hun voedselvoorraden opraken en dat ze binnen zes maanden sowieso zullen verhongeren. Overtuigd geeft Jahn de communicatoren terug aan Kirk. Hij verzamelt de kinderen en keert terug naar het laboratorium, waar een wanhopige McCoy zichzelf ondertussen een dosis van het vaccin heeft toegediend. De ziektesymptomen van de dokter verdwijnen, wat bevestigt dat het vaccin werkt.
Terug op de Enterprise, nadat iedereen is gevaccineerd en de kinderen zijn toevertrouwd aan de zorg van een medisch team, stuurt Kirk leraren en adviseurs naar de planeet om de kinderen te helpen hun leven weer op te bouwen.

## Trivia
- Naast gastacteurs Kim Darby en Michael J. Pollard werden verschillende kinderen gespeeld door familieleden van de acteurs en crew van Star Trek. Onder hen waren William Shatners dochters Lisabeth en Melanie en Gene Roddenberry's dochters Darleen en Dawn.